# 陈天会
陈天会（1955年—），男，汉族，湖北南漳人，中华人民共和国政治人物。

## 生平
1975年1月加入中国共产党。1975年6月参加工作，任中共南漳县龙门公社党委副书记兼任石门管理区党总支书记。1981年4月，任中共龙门公社党委书记。1986年6月，任中共南漳县委副书记。1990年9月，任保康县县长。1993年10月，任中共来凤县委书记兼县人大主任。1996年11月，任恩施州副州长。1998年3月，任中共恩施州委常委、常务副州长。2002年1月，任中共恩施州委副书记、常务副州长。2002年7月，任中共恩施州委副书记。2002年12月，任中共十堰市委副书记、市长。2008年3月，任中共十堰市委书记。2012年1月，当选湖北省政协副主席。
2008年，当选第十一届全国人民代表大会湖北地区代表。